# Contea di Madoi
La contea di Madoi (玛多县S, Mǎduō XiànP) è una contea della Cina, situata nella provincia di Qinghai e amministrata dalla prefettura autonoma tibetana di Golog.